# 니나 레페타
니나 레페타(Nina Repeta, 1967년 7월 10일 ~ )는 미국의 배우이다.

## 출연 작품
- 스폰지밥3D (2015)
- 행복한 비밀 (2002)
- 페이스 다운 (1998)
- 도슨의 청춘일기 (1998)
- 생매장 2 (1997)
- 블랙 레이디 (1997)
- 블러드문 (1997)
- 어 스텝 투워드 투마로우 (1996)
- 키스 그리고 죽음 (1996)
- 방송국 사고 파티 (1994)